# Gregor Lamparter
Gregor Lamparter (* um 1458 in Biberach an der Riß; † 25. März 1523 in Nürnberg) war ein deutscher Hochschullehrer. Lamparter war Doctor iuris utriusque, Professor an der Artisten- und Juristenfakultät der Universität Tübingen, zweimaliger Rektor dieser Universität und 20 Jahre lang einflussreicher württembergischer Kanzler, sowie auf Lebenszeit Rat in württembergischen und kaiserlichen Diensten.

## Leben
Gregor Lamparter war der Sohn eines gleichnamigen Ratsherrn in Biberach; der Name seiner Mutter ist nicht bekannt. Aus seinem Epitaph ergibt sich, dass er 1523 im 65. Lebensjahr gestorben sei. Sein Geburtsjahr ist somit um 1458. Er begann sein Universitätsstudium im Wintersemester 1475/1476 in Basel, setzte es 1477 an der soeben neugegründeten Universität Tübingen fort und schloss es hier ab zunächst an der Artistenfakultät nach den Promotionen zum Bakkalar kurz nach dem 26. Oktober 1477 sowie zum Magister am 26. Januar 1479 und danach an der Juristenfakultät vermutlich um 1487 mit der Doktorpromotion im kirchlichen und weltlichen Recht (Doctor iuris utriusque). Unter Beibehaltung seiner 1479 begonnenen Lehrtätigkeit bei den Artisten und später den Juristen der Universität Tübingen trat er erstmals 1488 als Rat in die Dienste am Hof des württembergischen Grafen Eberhard V. (Regent 1459–1496), genannt im Bart. 1491 erhielt er dieses Amt auf Lebenszeit und zugleich wohl auch eine befristete Besoldung als Rechtsprofessor in Tübingen. 1487 und 1493 wurde Lamparter zum Rektor der Tübinger Universität gewählt. Er stieg zu einem der wichtigsten Berater und Diplomaten des Grafen auf, war seit 1488 mehrfach Beisitzer am württembergischen Hofgericht und begleitete 1495 seinen Landesherrn auf den Reichstag in Worms, auf dem Eberhard zum Herzog von Württemberg erhoben wurde. Sein Ansehen war so hoch, dass er nachweislich seit 1491 auch als Berater in den Diensten der Stadt Augsburg stand und im September 1492 auf einem Rechtstag in Ulm als Rechtsvertreter des bayerischen Ritterbunds der Löwler auftrat.
Nach dem Tod Eberhards im Bart im Februar 1496 erhielt Lamparter unter dem nachfolgenden Herzog Eberhard II. (Regent 1480–1482, 1496–1498) als erster nicht dem geistlichen Stand angehörender Jurist das Amt des württembergischen Kanzlers. Seine Herkunft aus dem Biberacher Patriziat begünstigte diese Ernennung, da Herzog Eberhard II. im Konflikt mit den alten Eliten der Landschaft von den Städten unterstützt wurde. Wegen seiner Ernennung zum Kanzler trat Lamparter das Amt eines Beisitzers am neugegründeten Reichskammergericht, in das er 1495 gewählt worden war, nicht an. Obwohl er wie sein Amtsvorgänger Ludwig Vergenhans nun zur Regierungssphäre gehörte, behielt er seine Stellung als Rat, bei nur loser Verbindung zur Stuttgarter Kanzlei. 1491 heiratete er Genoveva, die Tochter des Tübinger Medizinprofessors Johannes Widmann; sie starb bereits vor Juli 1516.
Nach der Entmachtung des verschwenderisch amtierenden Herzogs Eberhard II. 1498 durch die alten Eliten in Württemberg im Zusammenspiel mit König Maximilian I., dem späteren Kaiser, konnte Lamparter seine Stellung als Kanzler sichern, und zwar sowohl in der Zeit der Regentschaft bis 1503 für Herzog Ulrich (Regent 1503–1519, 1534–1550), den Sohn Graf Heinrichs, des Bruders des abgesetzten Herzogs, als auch in der sich anschließenden ersten Regierungszeit Ulrichs nach dessen Mündigerklärung.
König Maximilian belohnte 1498 Lamparter für seine Hilfe beim Sturz Eberhards II. mit dessen Bestallung als königlicher Rat von Haus aus, somit ohne Residenzpflicht am königlichen Hof. Seine 20-jährige Amtsführung als Kanzler, die Gegenstand zahlreicher landesgeschichtlicher Darstellungen ist, endete nach den dynastischen Konflikten wegen Herzog Ulrichs eigenhändiger Ermordung seines Stallmeisters Hans von Hutten 1515 aus Eifersucht und der Flucht seiner Frau Sabine zu ihrer bayerischen Verwandtschaft. Als er im September 1516 dem Herzog empfahl, auf die kaiserliche Forderung eines sechsjährigen Regierungsverzichts einzugehen, wertete dies Ulrich als Verrat zugunsten Maximilians. Lamparter floh rechtzeitig vor einer Verhaftung zu den Habsburgern und wurde am 10. August 1518 kaiserlicher Rat auf Lebenszeit.
Lamparter unterstützte daraufhin seit 1520 als kaiserlicher Kommissar den 1519 gewählten Kaiser Karl V. bei der Festigung der österreichischen Herrschaft in Württemberg nach der Vertreibung Herzog Ulrichs durch den Schwäbischen Bund 1519 wegen Ulrichs Überfall auf die Reichsstadt Reutlingen. Lamparter nahm im Gefolge des Kaisers am Wormser Reichstag von 1521 teil, wo er in Gegenwart des Kaisers dessen Forderungen zur Romzughilfe vortrug und bei der Verabschiedung der Stände den Dank des Kaisers aussprach. Nach der Übertragung der Regentschaft in Württemberg an den kaiserlichen Bruder Erzherzog Ferdinand I. im März 1522 trat er in dessen Dienste. Zwischen dem zweiten und dritten Nürnberger Reichstag starb er am 25. März 1523 in Nürnberg und wurde, wie sich aus den Nürnberger Totengeläutbüchern von St. Sebald ergibt, dort auch bestattet. Das 1524 im Auftrag seines Sohnes Hans in Augsburg für die Begräbnisstätte in Nürnberg (mit dem Textvermerk „hier bestattet“) von Hans Daucher gefertigte Grabmal konnte jedoch dort nicht aufgestellt werden, da es nicht den Normen der Friedhofsordnung von 1520 entsprach, und musste daher in die bei Urach gelegene, von Gregor mit großen Zuwendungen bedachte Kartause Güterstein verlegt werden. Beim Abriss der kirchlichen Gebäude der Kartause durch Herzog Ulrich von Württemberg um 1550 im Zuge der 1534/35 eingeführten Reformation in Württemberg wurde auch das Grabmal Gregor Lamparters wegen der Spannungen des Herzogs mit der Familie Lamparter zerstört. Eine Figur des Grabmals – eine Darstellung des Johannes mit dem Lamparter-Wappen auf dem Sockel – gehört heute zum Bestand des Victoria und Albert Museums in London, eine weitere Figur des Grabmals – eine trauernde Maria – befand sich (nach NDB 3,526) im Besitz von Prinz Joseph Clemens von Bayern (1902–1990), die Texttafel des Epitaphs kam jedoch nach Krumbach/Schwaben, das 1529–1572 von den Habsburgern an den Sohn Hans und dessen Frau Regina verpfändet war. Ein Jahr zuvor, somit erst vier Jahre nach Fertigstellung des Grabmals, hatte Hans dort ein Hofrecht erworben. Heute befindet sich das Epitaph unter der Empore der 1752 neu gebauten und 1753 geweihten barocken Krumbacher Stadtpfarrkirche St. Michael.
Lamparters politisches Wirken wird sowohl von Zeitgenossen als auch von der landeshistorischen Forschung zwiespältig beurteilt. Unbestritten dürfte sein, dass es ihm bei seiner Amtsführung um die Erhaltung und Stärkung des Einflusses der Führungsschicht in Württemberg ging, aus der er stammte. Solange sich der Herzog an Recht und Ordnung hielt, blieb er ihm gegenüber jedoch loyal. Mit dem Erwerb von Schloss Grafeneck und anderen hohen Zuwendungen ließ er sich seine Dienste allerdings teuer vergüten. Kaiser Karl V. belohnte ihn schließlich auch mit dem Goldenen Vlies und der Ritterwürde mit dem Titel Lamparter von Greiffenstein.